# Wieża Leandra

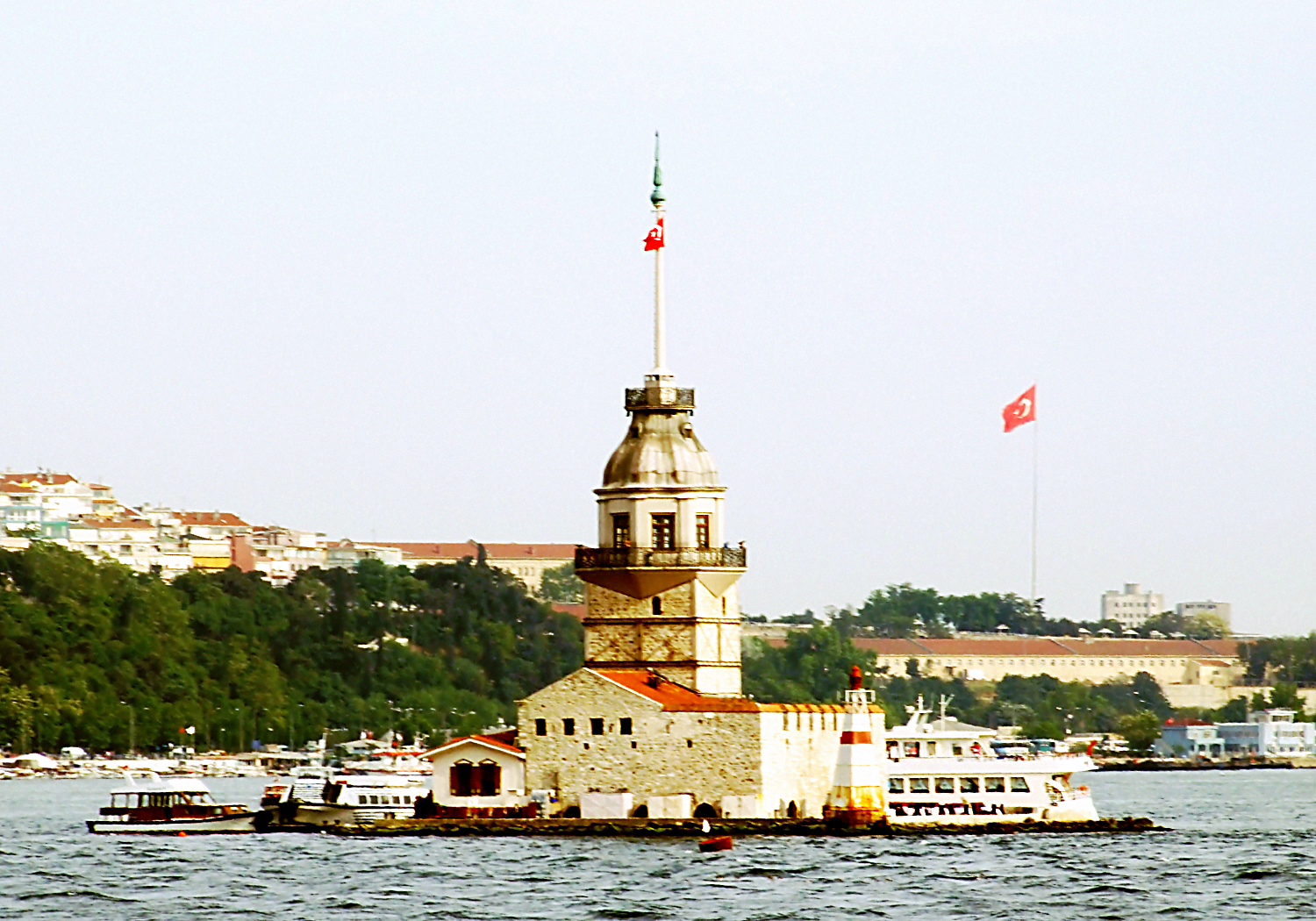

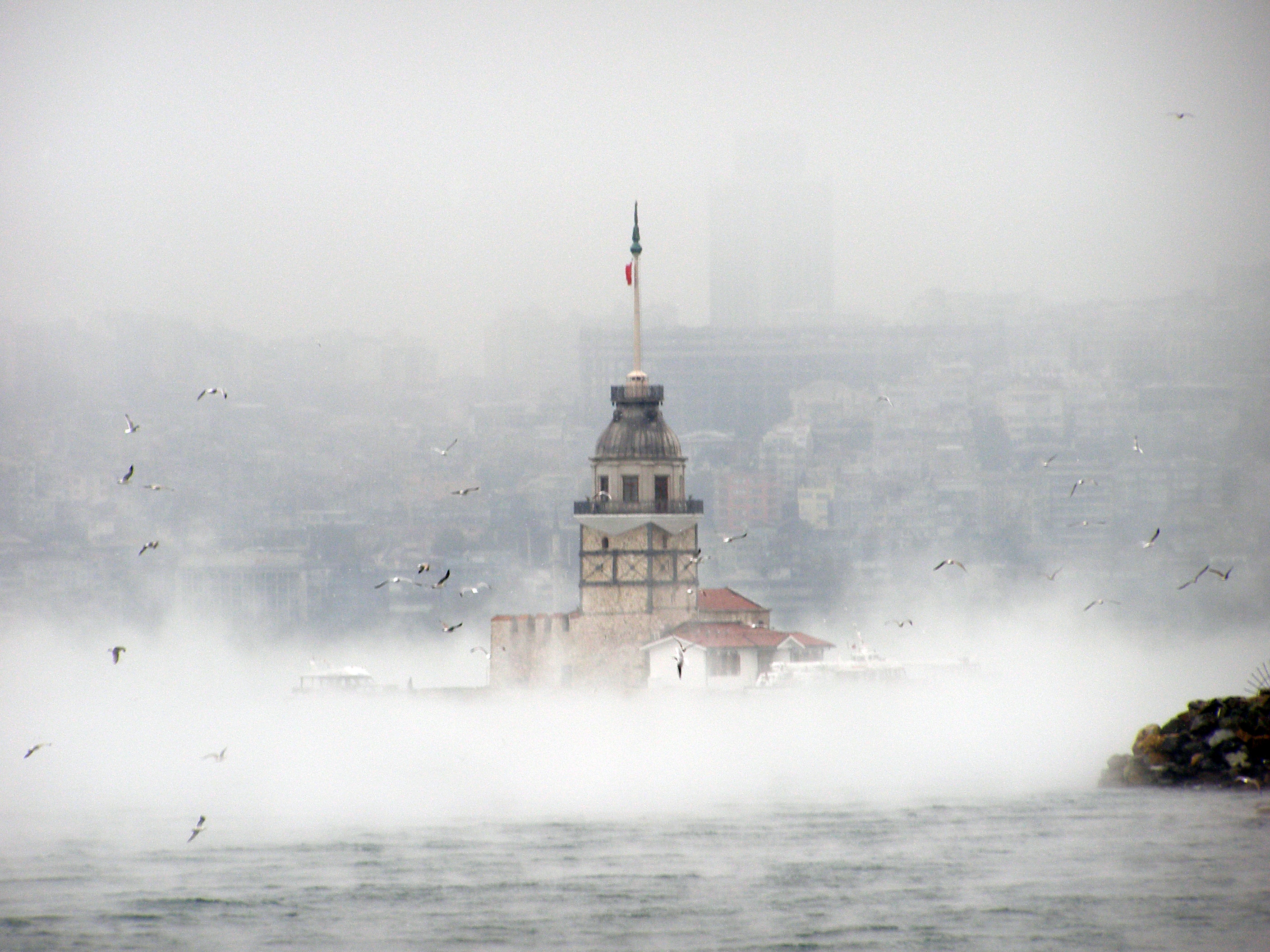

Wieża Leandra (tur. Kız Kulesi, dosł. Wieża Panny) – latarnia morska na niewielkiej wysepce w cieśninie Bosfor.
Pierwotnie (od 408 r. p.n.e.) grecka strażnica mająca ostrzegać przed okrętami perskimi, pełniąca również funkcję rogatki miejskiej. Słynny żelazny łańcuch, broniący wejścia do cieśniny, rozpinano ponoć między wieżą a Półwyspem. W XII w. przebudowana na latarnię morską, rozbudowana przez Turków w 1509. Niekiedy służyła za więzienie lub miejsce kwarantanny. Dzisiejszy wygląd zawdzięcza przebudowie z 1763 oraz wzmocnieniom konstrukcyjnym z 1998/99. Obecnie w wieży znajduje się stacja kontroli ruchu na Bosforze oraz kawiarnia i restauracja.
Leży na skałach na otwartym morzu, około 200 m od brzegu, w dzielnicy Salacak, w Üsküdar. Ma powierzchnię 1250 metrów kwadratowych.

## Legenda
Z turecką nazwą wieży związane są różne legendy, z których najpopularniejsza jest następująca:
Córce sułtańskiej wyrocznia przepowiedziała śmierć od ukąszenia węża. Przerażony ojciec chcąc uniknąć nieszczęścia postanowił zamknąć córkę w miejscu niedostępnym dla węży i wybrał w tym celu małą wysepkę na Bosforze. Na wysepkę dotarł jednak sprzedawca owoców, od którego panna zakupiła pełen ich kosz. W koszu – pośród owoców – skrył się wąż i tak wyrocznia się spełniła.
Przyjęta w polskiej literaturze turystycznej nazwa wieża Leandra kojarzona jest czasem błędnie z legendą o Leandrze, który co noc przepływał cieśninę do swojej ukochanej – ta jednak dotyczy odległej o ponad 300 km cieśniny Dardanele.